# Kombinezon bojowy Gundam Wing
Kombinezon bojowy Gundam Wing (jap. 新機動戦記ガンダムW Shin kidō senki Gandamu Uingu; znany też jako Nowy Raport Mobilny Gundam Wing) – anime z gatunku mecha wyprodukowane w 1995 roku przez firmę Sunrise, jest szóstym serialem z metaserii Gundam.
Na podstawie serialu powstała także manga, wydana przez wydawnictwo Kōdansha. W Polsce manga ta ukazała się nakładem wydawnictwa Egmont Polska pod tytułem Kombinezon bojowy Gundam Wing.

## Fabuła
Akcja serii dzieje się w roku 195 Po Kolonizacji (AC). Niemal 2 wieki wcześniej ludzkość osiągnęła poziom technologiczny, który umożliwiłby przeniesienie się w kosmos. Aby to zrobić w punktach libracyjnych zbudowano gigantyczne twory zwane koloniami. Mieszkańcy ich zaczęli buntować się przeciw władzy z Ziemi co spowodowało konflikt między koloniami a Sojuszem Ziemskim. Wojnie starał się zażegnać pacyfistyczny polityk, który jednak został zabity w zamachu przeprowadzonym przez tajemniczą ziemską organizację wojskową o nazwie OZ. Piątka naukowców z kolonii zbudowała pięć zaawansowanych robotów bojowych zwanych Gundamami, a na ich pilotów wyszkoliła pięciu nastolatków - Heero Yuy’ego, Duo Maxwella, Trowę Bartona, Quatre'a Raberbę Winnera oraz Wufeia Changa. W roku 195 AC kolonie przeprowadziły operację Meteor wysyłając Gundamy na Ziemię. Misją pilotów jest pokonanie OZ i zaprowadzenie pokoju między Ziemią a koloniami.

## Obsada
- Heero Yuy: Hikaru Midorikawa
- Relena Peacecraft: Akiko Yajima
- Duo Maxwell: Toshihiko Seki
- Trowa Barton: Shigeru Nakahara
- Quatre Raberba Winner: Ai Orikasa
- Wufei Chang: Ryūzō Ishino
- Zechs Merquise: Takehito Koyasu
- Lucrezia Noin: Chisa Yokoyama
- Treize Khushrenada: Ryōtarō Okiayu
- Lady Une: Sayuri Yamauchi
- Catherine Bloom: Saori Suzuki
- Hilde Schbeiker: Kae Araki
- Howard: Hiroshi Ishida
- Doktor J: Minoru Inaba
- Profesor G: Yuzuru Fujimoto
- Doktor S: Shin'ya Ōtaki
- Instruktor H: Takashi Taguchi
- Mistrz O: Masashi Hirose
- Rashid Kurama: Rintarō Nishi
- Dorothy Catalonia: Naoko Matsui
- Ken Tubarow: Yūji Mikimoto
- Trant Clark: Hiroshi Naka
- Dermail Catalonia: Osamu Katō
- Quinze Quarante: Osamu Ichikawa

## Spis odcinków
| Odcinek | Angielski tytuł                  | Polski tytuł                           | Odcinek | Angielski tytuł                         | Polski tytuł                       |
| 01      | The Shooting Star She Saw        | Widziała spadającą gwiazdę...          | 26      | The Eternal Flame Of The Shooting Stars | Wieczny płomień spadających Gwiazd |
| 02      | The Gundam Deathscythe           | Deathscythe Gundam...                  | 27      | The Locus Of Victory And Defeat         | Zwycięstwo i porażka               |
| 03      | Five Gundams Confirmed           | Pięć Potwierdzonych Gundamów...        | 28      | Passing Destinies                       | Przemijające przeznaczenia         |
| 04      | The Victoria Nightmare           | Koszmar na Victorii...                 | 29      | The Heroine Of The Battlefield          | Bohaterka pola Walk                |
| 05      | Relena's Secret                  | Sekret Releny...                       | 30      | The Reunion With Relena                 | Spotkanie z Releną                 |
| 06      | Party Night                      | Wieczorne Przyjęcie...                 | 31      | The Glass Kingdom                       | Szklane Królestwo                  |
| 07      | Scenario For Bloodshed           | Scenariusz Masakry...                  | 32      | The God Of Death Meets Zero             | Bóg Śmierci Spotyka Zero           |
| 08      | The Treize Assassination         | Zamach Treize'a...                     | 33      | The Lonely Battlefield                  | Odludne pole bitwy                 |
| 09      | Portrait Of A Ruined Country     | Obraz Zrujnowanego Kraju...            | 34      | And It's Name Is Epyon                  | A imię jego Epion                  |
| 10      | Heero, Distracted By Defeat      | Heero roztargniony porażką...          | 35      | The Return Of Wufei                     | Powrót Wufei                       |
| 11      | The Whereabouts Of Happiness     | Szczęśliwe Opowieści...                | 36      | Sanc Kingdom's Collapse                 | Upadek Królestwa Sang              |
| 12      | Bewildered Warriors              | Zdezorientowani Wojownicy...           | 37      | Zero Vs Epyon                           | Zero Kontra Epyon                  |
| 13      | Catherine's Tears                | Łzy Catheriny...                       | 38      | The Birth Of Queen Relena               | Narodziny Królowej Releny          |
| 14      | The Order To Destroy Zero One    | Rozkaz Zniszczenia 01...               | 39      | Trowa's Return To The Battlefield       | Trowa Wraca do Walki               |
| 15      | To The Battleground Antarctica   | Pole bitwy, Antarktyda...              | 40      | A New Leader                            | Nowy Przywódca                     |
| 16      | The Sorrowful Battle             | Smutna walka...                        | 41      | Crossfire At Barge                      | Atak na Barge                      |
| 17      | Betrayed By Home Far Away        | Zdradzeni przez swoich, daleko stąd... | 42      | Battleship Libra                        | Statek Bojowy Libra                |
| 18      | Tallgeese Destroyed              | Zniszczenie Tallgesa...                | 43      | Target Earth                            | Cel Ziemia                         |
| 19      | The Attack On Barge              | Atak na Barge                          | 44      | Go Forth, Gundam Team                   | Naprzód Gundamy                    |
| 20      | The Lunar Base Infiltration      | Infiltracja księżycowej Bazy           | 45      | Signs Of The Final Battle               | Ostateczna Rozgrywka               |
| 21      | Grief-Stricken Quatre            | Rozpacz Quatre                         | 46      | Milliardo's Decision                    | Decyzja Miliardo'a                 |
| 22      | The Fight For Independence       | Walka o Niepodległość                  | 47      | Collision In Space                      | Starcie w Kosmosie                 |
| 23      | Duo, The God Of Death Once Again | Duo - Ponownie jako Bóg Śmierci        | 48      | Takeoff Into Confusion                  | Lot w Nieznane                     |
| 24      | The Gundam They Called Zero      | Gundam zwany Zero                      | 49      | The Final Victor                        | Ostateczny Zwycięzca               |
| 25      | Quatre Vs. Heero                 | Quatre Kontra Hero                     |         |                                         |                                    |

## Manga
| Nr | Język japoński      | Język japoński         | Język polski | Język polski |
| Nr | Data wydania        | ISBN                   | Data wydania | ISBN         |
| -- | ------------------- | ---------------------- | ------------ | ------------ |
| 1  | 4 października 1995 | ISBN 978-4-06-321755-1 | 2002         |              |
| 2  | 3 lutego 1996       | ISBN 978-4-06-321766-7 | 2002         |              |
| 3  | 30 kwietnia 1996    | ISBN 978-4-06-321772-8 | 2003         |              |

### Spin-off
Wydano także spin-off mangi, zatytułowany Battlefield of Pacifists. W Polsce został on wydany przez wydawnictwo Egmont Polska jako tom czwarty serii głównej.
| Nr    | Język japoński      | Język japoński         | Język polski | Język polski |
| Nr    | Data wydania        | ISBN                   | Data wydania | ISBN         |
| ----- | ------------------- | ---------------------- | ------------ | ------------ |
| 1 (4) | 3 października 1997 | ISBN 978-4-06-321820-6 | 2003         |              |

Wydano także inny spin-off mangi, zatytułowany Ground Zero (jap. グランド・ゼロ). W Polsce został on wydany przez wydawnictwo Egmont Polska jako tom piąty serii głównej.
| Nr    | Język japoński | Język japoński | Język polski | Język polski |
| Nr    | Data wydania   | ISBN           | Data wydania | ISBN         |
| ----- | -------------- | -------------- | ------------ | ------------ |
| 1 (5) | 1998           |                | 2003         |              |

Wydano także inny spin-off mangi, zatytułowany Endless Waltz (jap. エンドレスワルツ). W Polsce został on wydany przez wydawnictwo Egmont Polska jako tom szósty serii głównej, z dołączonym tytułem Walc bez końca.
| Nr    | Język japoński  | Język japoński         | Język polski | Język polski |
| Nr    | Data wydania    | ISBN                   | Data wydania | ISBN         |
| ----- | --------------- | ---------------------- | ------------ | ------------ |
| 1 (6) | 4 sierpnia 1998 | ISBN 978-4-06-321847-3 | 2003         |              |